# Jane’s Addiction (альбом)
| Оценки критиков               | Оценки критиков |
| Источник                      | Оценка          |
| ----------------------------- | --------------- |
| Allmusic                      | [ 1 ]           |
| The Rolling Stone Album Guide | [ 2 ]           |
| Select                        | [ 3 ]           |

Jane’s Addiction (также известен как Triple-X или XXX) — концертный альбом американской рок-группы Jane’s Addiction, был выпущен 15 мая 1987 года на лейбле Triple X Records. Группа решила записать свой дебютный диск в «живом» формате, с целью продемонстрировать энергию своих шоу, благодаря которым они приобрели популярность среди публики. Основные треки были записаны на концерте в Roxy Theatre 26 января 1987 года, после чего музыканты добавили некоторые штрихи в студии The Edge Studio, в том числе аплодисменты, взятые из концерта Los Lobos.

## Об альбоме
Основные треки были записаны во время единственного концерта в Лос-Анджелесе, позже в студии были добавлены некоторые штрихи. Многие из этих песен позднее были перезаписаны для других альбомов. Из сочинённых музыкантами треков только четыре («Trip Away», «1 %», «I Would For You» и «My Time») не были перезаписаны и переизданы, хотя альтернативная студийная демоверсия «I Would For You» была выпущена на сборнике Live and Rare. Эта версия была записана в 1986 году, и предшествует оригиналу из альбома.
Песни «Jane Says» и «Pigs in Zen» были и перезаписаны в 1988 году для альбома Nothing's Shocking — первого студийного диска группы. «Whores» и «Chip Away» были перезаписаны в 2009 году для сборника NINJA ЕР — совместного проекта музыкантов с группой Nine Inch Nails.
Альбом включает две кавер-версии: «Rock & Roll» от Velvet Underground и «Sympathy for the Devil» от The Rolling Stones, хотя последняя здесь называется просто «Sympathy».
По крайней мере, одна песня — «Slow Divers» — была записана для альбома, но от неё отказались по неизвестным причинам. В итоге «Slow Divers» была издана десять лет спустя на компиляции раритетных записей группы — Kettle Whistle (1997).
Для альбома не было выпущено ни одного сингла.

## Список композиций
Слова и музыка всех песен — Перри Фаррелл, Дэйв Наварро, Эрик Эвери и Стивен Перкинс, за исключением отмеченных.
| №                   | Название                                    | Автор(ы)                  | Длительность |
| ------------------- | ------------------------------------------- | ------------------------- | ------------ |
| 1.                  | «Trip Away»                                 |                           | 3:34         |
| 2.                  | «Whores»                                    |                           | 4:04         |
| 3.                  | «Pigs in Zen»                               |                           | 4:54         |
| 4.                  | «1%»                                        |                           | 3:31         |
| 5.                  | «I Would for You»                           |                           | 3:52         |
| 6.                  | «My Time»                                   |                           | 3:32         |
| 7.                  | «Jane Says»                                 |                           | 4:52         |
| 8.                  | «Rock n Roll» (кавер на Velvet Underground) | Лу Рид                    | 4:03         |
| 9.                  | «Sympathy» (кавер на The Rolling Stones)    | Кит Ричардс и Мик Джаггер | 5:25         |
| 10.                 | «Chip Away»                                 |                           | 2:43         |
| Общая длительность: | Общая длительность:                         | Общая длительность:       | 46:31        |

## Участники записи
| Jane's Addiction - Эрик Эвери – бас-гитара - Перри Фаррелл – вокал - Дэйв Наварро – гитара - Стивен Перкинс – ударные | Производство - Марк Линетт – продюсирование - Патрик вон Вайгандт – звукоинженер - Эдди Шрейер – звукоинженер Дополнительный персонал - Кэрин Кэнтор – фотографии - Перри Фаррелл – дизайн, иллюстрации |